# Barbi Koprol
Barbi Koprol (1966) è un'ex sciatrice alpina slovena che gareggiò per la nazionale jugoslava.

## Biografia
Specialista delle prove tecniche, la Koprol vinse il titolo nazionale jugoslavo nella combinata nel 1982 e prese parte ai Mondiali juniores di Auron 1982 e Sestriere 1983, ottenendo come miglior piazzamento il 9º posto nello slalom speciale di Auron; non prese parte a rassegne olimpiche o  iridate e non debuttò in Coppa del Mondo.

## Palmarès

### Campionati jugoslavi
- 1 oro (combinata nel 1982)[1]